# マリア・マルガレータ・キルヒ
マリア・マルガレータ・キルヒ(Maria Margaretha Kirch、旧姓ヴィンケルマンWinckelmann、1670年2月25日-1720年12月29日)は、ドイツの天文学者。
夫のゴットフリート・キルヒとともに、プロイセン科学アカデミーで天体観測や暦の製作に携わり、天文知識や天体観測の技術はゴットフリート・ライプニッツらから高い評価を得た。夫の死後はアカデミーでの勤務を続けることが許されず、別の天文台で研究した。後に息子の助手としてアカデミーに復帰したが、十分な活躍の場は与えられなかった。

## 生涯

### 結婚まで
1670年2月25日、マリア・マルガレータ・ヴィンケルマンとして、ライプツィヒ近くのパニッシュに生まれた。父親はルター派の牧師で、マリアは幼いころ、父から天文学を教わった。しかし13歳の頃には、すでに両親を亡くしていた。父の死後は叔父から教えを受けた。
さらにマリアは、隣町に住む在野の天文学者であるクリストフ・アーノルドのもとで研究の手伝いをするとともに、天文学を学んだ。アーノルドの本業は農業であったが、天文学の分野でも名を挙げていて、多くの学者がアーノルドの自宅を訪れていた。その1人に、ゴットフリート・キルヒがいた。
マリアとゴットフリートが初めて出会ったのはアーノルドの自宅で、おそらく1686年の出来事とされている。そして1692年5月8日に2人は結婚した。当時マリアはすでに天文学に精通していたが、女性が1人で天文学者として活動を続けることは難しい時代だった。また、ゴットフリートにとっても、家庭内のことに加えて天文学の助手としての役割もこなせる妻がいることは喜ぶべきことであった。そのため、この結婚は両者にとって好ましいものであったと考えられている。年齢はゴットフリートが30歳年上である。マリアの叔父は、年の若いルター派の牧師と結婚させたがっていたが、最終的にはゴットフリートとの結婚を認めた。

### 科学アカデミーでの活動
1700年、キルヒ夫妻はブランデンブルクに住み、同年ゴットフリートはプロイセン科学アカデミーの天文学者になった。マリアも非公式ではあるが、ゴットフリートの助手として働いた。
マリアは、昼間に計算作業のかたわら家事・育児をし、夜はゴットフリートと交代しながら天文台で星を観測した。そして1702年、マリアは今まで知られていなかった彗星C/1702 H1を観測した。そのときの様子は、当日にゴットフリートが記している。
しかし、この発見を報告する際、ゴットフリートは自分の名前のみを出したため、マリアの貢献について知られることはなかった。1710年になってから、ゴットフリートは、マリアがこの彗星を発見したことを雑誌『ベルリン雑集』で明らかにした。
当時のアカデミーには資金が無く、観測機器が十分にそろわなかった。貴重な収入源として暦の販売があり、マリアとゴットフリートは天体観測に加え、暦の製作にもあたることになった。
さらにマリアは、1707年から1711年にかけて3本の論文を発表した。また1709年には、アカデミーの理事長ゴットフリート・ライプニッツの推薦で、プロイセンの宮廷で発表する機会を得た。マリアはこの場で太陽の黒点観察について説明し、宮廷に好意的な印象を与えた。

### ゴットフリート死後
1710年7月、夫のゴットフリートが死去した。収入を失ったマリアは、自分と子供たちの生計を立てるため、同年8月に、自分と息子を天文学助手として暦の製作に携わらせてほしいと願い出た。このときにマリアは、自分は長年夫とともに暦の製作に従事しており、十分な能力及び資格があることを主張した。
当時のアカデミー理事会は、会長のライプニッツこそマリアに好意的であったが、女性が天文学にかかわることに慎重的な意見が多かった。アカデミー書記のダニエル・エルンスト・ヤブロンスキーは、この件に関してライプニッツに手紙を送った。そこには、「アカデミーが女性の手を借りて暦を製作していることについてはゴットフリート存命中から笑われていたのだから、マリアをこの先も同じ職に就かせるようなことがあれば世間はあきれてしまうだろう」といった内容が記されている。
結局、マリアの申し出は受け入れられることはなかった。この決定は1712年初めにマリアに伝えられた。ただしライプニッツは、同年3月18日のアカデミー会合で、未亡人であるマリアに6か月間住居と給与を与えるよう要請した。このうち、住居については支給されたが、給与は与えられず、代わりにマリアは、ゴットフリートが残した観測記録簿の代金として40ターラーを受け取った。また、後にアカデミーからメダルを授与された。
1712年10月、マリアはアカデミーを離れ娘の居住地へと引っ越し、ベルンハルト・フリードリヒ・フォン・クロージク男爵が持つ天文台の責任者となった。マリアはこの天文台で2人の学生を助手につけることができ、共同で観測を続けた。また、引き続き暦も製作した。ノンフィクション作家のマルヨ・T・ヌルミネンは、18世紀に私的天文台の責任者となったのは、このときのマリアが唯一の例だと推定している。この時代がマリアにとっても最良の時期とする意見もある。しかし、2年後の1714年にクロージク男爵が死亡したため、マリアはこの天文台を離れなければならなくなった。
その後マリアはいったんダンツィヒで数学教授の助手となってから、ヨハネス・ヘヴェリウスの遺族に雇われた。ヨハネス・ヘヴェリウスは、マリアの夫であったゴットフリートの師にあたる人物である。マリアはヘヴェリウス家の天文台で、息子のクリストフリートや娘のクリスチーネとともに仕事した。
一方そのころ科学アカデミーでは、ヨハン・ハインリッヒ・ホフマンがゴットフリート・キルヒの後任の天文学者となっていたが、ホフマンは1716年に死去した。アカデミーでは新たな天文学者を探した結果、1716年、マリアの息子クリストフリートが候補となった。しかしクリストフリートは、ライプツィヒ大学に通ってはいたものの、天文学の理論についてはまだ不十分とされていた。にもかかわらずクリストフリートが候補に挙がったのは、専門的な知識を有する母親を助手につかせることができるという狙いがあった。
同じ時期にマリアには、ロシアのピョートル大帝から、ロシアの天文台で働くよう依頼がきていた。この背景には、科学アカデミーを辞めてピョートル大帝の私的助言者となっていたライプニッツからのはたらきかけがあったとされている。マリアは2つの誘いのうち、科学アカデミーを選び、息子の助手となった。この選択をした理由について、マリアは息子のキャリアを優先したためではないかと推測されている。

### 晩年
こうして再び科学アカデミーに戻ってきたマリアだったが、ライプニッツの去った科学アカデミー理事会には、マリアの味方になる人物はおらず、女性に天文学を任せるべきではないという意見が強かった。1717年、マリアは理事会から、天文台で目立たないように、あまり姿を見せないように、という忠告を複数回にわたって受けた。そしてついには1717年10月21日、アカデミーはマリアを退去させることを決定した。そしてマリアは、今後は息子のために食事の世話をするよう告げられた。
以後マリアは、科学アカデミーで研究することは許されず、自宅で観測することしかできなくなった。そして1820年、熱病により死去した。

### 死後
マリアの息子のクリストフリート・キルヒは、母の死後も科学アカデミーで仕事を続け、1740年に死去するまでアカデミーに勤めた。
マリアの娘のクリスティーネ・キルヒとマルガレータ・キルヒは科学アカデミーで兄の仕事を手伝った。母親の状況を見ていたからか、2人はアカデミー内での地位を求めようとはせず、兄の助手として観測や暦の製作にあたった。マルガレータは結婚後に天文学から離れたが、クリスティーネは1782年まで暦を作り続けた。また、マルガレータの息子であるヨハン・ボーデは、伯母であるクリスティーネに天文学を教わり、後にアカデミーで天文台の責任者となった。
クリスティーネ以降、しばらくベルリン科学アカデミーで女性が科学的な仕事に携わることはなかった。時折、名誉職として女性に会員の資格が与えられることはあったものの、科学的な業績で女性が会員となるのは1949年のリーゼ・マイトナーが初めてである。

## 女性天文学者として
マリアが生きていた時代、女性が天文学で生計を立てることは公式には認められていなかった。にもかかわらずマリアは、助手という身分ではあったが、天文学に身を置くことができた。これは、当時のギルド制度が影響していると考えられている。ギルドにおいては、条件付きではあるが女性を受け入れており、さらに、夫の死後は、息子が後任につくまでの間、未亡人が代理で仕事を続けることも多かった。マリアが夫の死後、アカデミーに残ることを主張した背景にも、こうしたギルド制度における慣習という裏付けがあった。
しかしマリアは結果的に、夫の死後にアカデミーに残ることは許されなかった。この理由として、天文学者はギルドを正式に組織していないこと、天文学者は大学で教育を受けていなければならないことが挙げられている。
この時代のドイツの天文学者は、昔ながらのギルド制度による職人的な秩序と、公的な施設での専門家としての秩序という、2つの側面をもっていた。そして、やがて後者の秩序に統一されてゆくにつれ、マリアのような女性天文学者が活躍する余地が少なくなっていったと主張する意見がある。

## 評価
生前よりマリアを高く評価していたライプニッツは、プロイセンの宮廷にマリアを紹介する際、次のような文書を残している。
マリアが発表した3本の論文は、オーロラの観察（1707年）、土星と金星による太陽の合（1709年）、木星と土星の合（1711年）に関する内容であった。論文に対しては、1712年の『学術紀要』で好意的な書評が書かれている。
なお、マリアの論文には、占星術に関する記載が多くみられる。この件に関して、ベルリン科学アカデミーのアルフォンス・デ・ヴィニョールは、占星術の記述はマリア自身が望んだのではなく、他の人の要請に従って書いたものだと述べている。
小惑星(9815) Mariakirchは、マリアにちなんで名づけられている。